# NGC 148
NGC 148 je galaksija u zviježđu Kipar.

## Vanjske poveznice
- SEDS: NGC 0148